# César de 2012
A 37ª Edição dos Césares (em francês: 37e cérémonie des César) decorreu a 24 de fevereiro de 2012 no Théâtre du Châtelet, na cidade de Paris, França. Os nomeados a esta edição foram revelados a 27 de janeiro de 2012.
A cerimónia foi presidida por Guillaume Canet e apresentada por Antoine de Caunes.

## Vencedores e nomeados
A cor de fundo       indica os vencedores.

### Melhor filme
| Filme                  | Título no Brasil        | Título em Portugal   | Relizador/Diretor             |
| ---------------------- | ----------------------- | -------------------- | ----------------------------- |
| The Artist             | O Artista               | O Artista            | Michel Hazanavicius           |
| La guerre est déclarée | A Guerra Está Declarada | Declaração de Guerra | Valérie Donzelli              |
| Le Havre               | O Porto                 | Le Havre             | Aki Kaurismäki                |
| Polisse                | Políssia                | Polissia             | Maïwenn                       |
| L'Exercice de l'État   |                         |                      | Pierre Schöller               |
| Pater                  |                         | Pater                | Alain Cavalier                |
| Intouchables           | Intocáveis              | Amigos Improváveis   | Olivier Nakache Éric Toledano |

### Melhor realizador/diretor
| Realizador/Diretor            | Filme                  | Título no Brasil        | Título em Portugal   |
| ----------------------------- | ---------------------- | ----------------------- | -------------------- |
| Michel Hazanavicius           | The Artist             | O Artista               | O Artista            |
| Alain Cavalier                | Pater                  |                         | Pater                |
| Pierre Schoeller              | L'Exercice de l'État   |                         |                      |
| Valérie Donzelli              | La guerre est déclarée | A Guerra Está Declarada | Declaração de Guerra |
| Éric Toledano Olivier Nakache | Intouchables           | Intocáveis              | Amigos Improváveis   |
| Aki Kaurismäki                | Le Havre               | O Porto                 | Le Havre             |
| Maïwenn                       | Polisse                | Políssia                | Polissia             |

### Melhor ator
| Ator              | Personagem          | Filme                | Título no Brasil | Título em Portugal |
| ----------------- | ------------------- | -------------------- | ---------------- | ------------------ |
| Omar Sy           | Driss               | Intouchables         | Intocáveis       | Amigos Improváveis |
| Sami Bouajila     | Omar Raddad         | Omar m'a tuer        |                  |                    |
| François Cluzet   | Philippe            | Intouchables         | Intocáveis       | Amigos Improváveis |
| Jean Dujardin     | George Valentin     | The Artist           | O Artista        | O Artista          |
| Olivier Gourmet   | Bertrand Saint-Jean | L'Exercice de l'État |                  |                    |
| Denis Podalydès   | Nicolas Sarkozy     | La Conquête          |                  |                    |
| Philippe Torreton | Alain Marécaux      | Présumé Coupable     |                  |                    |

### Melhor atriz
| Atriz            | Personagem   | Filme                      | Título no Brasil        | Título em Portugal      |
| ---------------- | ------------ | -------------------------- | ----------------------- | ----------------------- |
| Bérénice Bejo    | Peppy Miller | The Artist                 | O Artista               | O Artista               |
| Leïla Bekhti     | Leila        | La Source des femmes       | A Fonte das Mulheres    | A Fonte do Prazer       |
| Valérie Donzelli | Juliette     | La guerre est déclarée     | A Guerra Está Declarada | Declaração de Guerra    |
| Marina Foïs      | Iris         | Polisse                    | Políssia                | Polissia                |
| Marie Gillain    | Claire       | Toutes nos envies          |                         |                         |
| Karin Viard      | Nadine       | Polisse                    | Políssia                | Polissia                |
| Ariane Ascaride  | Marie-Claire | Les Neiges du Kilimandjaro |                         | As Neves de Kilimanjaro |

### Melhor ator secundário
| Ator                | Personagem     | Filme                | Título no Brasil | Título em Portugal |
| ------------------- | -------------- | -------------------- | ---------------- | ------------------ |
| Michel Blanc        | Gilles         | L'Exercice de l'État |                  |                    |
| Nicolas Duvauchelle | Mathieu        | Polisse              | Políssia         | Polissia           |
| JoeyStarr           | Fred           | Polisse              | Políssia         | Polissia           |
| Bernard Le Coq      | Jacques Chirac | La Conquête          |                  |                    |
| Frédéric Pierrot    | Balloo         | Polisse              | Políssia         | Polissia           |

### Melhor atriz secundária
| Atriz          | Personagem         | Filme                                       | Título no Brasil                               | Título em Portugal                 |
| -------------- | ------------------ | ------------------------------------------- | ---------------------------------------------- | ---------------------------------- |
| Carmen Maura   | Concepción Ramírez | Les Femmes du 6e étage                      | As Mulheres do 6º Andar                        | Os Encantos do 6º Andar            |
| Zabou Breitman | Pauline            | L'Exercice de l'État                        |                                                |                                    |
| Anne Le Ny     | Yvonne             | Intouchables                                | Intocáveis                                     | Amigos Improváveis                 |
| Noémie Lvovsky | Marie-France       | L'Apollonide (Souvenirs de la maison close) | L'Apollonide - Os Amores da Casa de Tolerância | Apollonide - Memórias de Um Bordel |
| Karole Rocher  | Chrys              | Polisse                                     | Políssia                                       | Polissia                           |

### Melhor ator revelação
| Ator             | Personagem           | Filme                      | Título no Brasil | Título em Portugal      |
| ---------------- | -------------------- | -------------------------- | ---------------- | ----------------------- |
| Grégory Gadebois | Tony                 | Angèle et Tony             |                  | Angèle e Tony           |
| Nicolas Bridet   | Philippe Amelot      | Tu seras mon fils          |                  |                         |
| Guillaume Gouix  | Jimmy Rivière        | Jimmy Rivière              |                  |                         |
| Pierre Niney     | Primo                | J'aime regarder les filles |                  |                         |
| Dimitri Storoge  | Monmon Vidal (jovem) | Les Lyonnais               |                  | Uma História de Gangues |

### Melhor atriz revelação
| Atriz                     | Personagem | Filme                                       | Título no Brasil                               | Título em Portugal                 |
| ------------------------- | ---------- | ------------------------------------------- | ---------------------------------------------- | ---------------------------------- |
| Naidra Ayadi (ex aequo)   | Nora       | Polisse                                     | Políssia                                       | Polissia                           |
| Clotilde Hesme (ex aequo) | Angèle     | Angèle et Tony                              |                                                | Angèle e Tony                      |
| Adèle Haenel              | Léa        | L'Apollonide (Souvenirs de la maison close) | L'Apollonide - Os Amores da Casa de Tolerância | Apollonide - Memórias de Um Bordel |
| Céline Sallette           | Clotilde   | L'Apollonide (Souvenirs de la maison close) | L'Apollonide - Os Amores da Casa de Tolerância | Apollonide - Memórias de Um Bordel |
| Christa Théret            | Sarah      | La Brindille                                |                                                |                                    |

### Melhor argumento/roteiro original
| Argumentista/Roteirista         | Filme                  | Título no Brasil        | Título em Portugal   |
| ------------------------------- | ---------------------- | ----------------------- | -------------------- |
| Pierre Schoeller                | L'Exercice de l'État   |                         |                      |
| Valérie Donzelli Jérémie Elkaïm | La guerre est déclarée | A Guerra Está Declarada | Declaração de Guerra |
| Michel Hazanavicius             | The Artist             | O Artista               | O Artista            |
| Maïwenn Emmanuelle Bercot       | Polisse                | Políssia                | Polissia             |
| Éric Toledano Olivier Nakache   | Intouchables           | Intocáveis              | Amigos Improváveis   |

### Melhor adaptação e diálogos
| Adaptador                                                  | Filme                | Título no Brasil | Título em Portugal    |
| ---------------------------------------------------------- | -------------------- | ---------------- | --------------------- |
| Roman Polański Yasmina Reza                                | Carnage              |                  | O Deus da Carnificina |
| David Foenkinos                                            | La Délicatesse       |                  |                       |
| Vincent Garenq                                             | Présumé Coupable     |                  |                       |
| Olivier Gorce Roschdy Zem Rachid Bouchareb Olivier Lorelle | Omar m'a tuer        |                  |                       |
| Mathieu Kassovitz Benoît Jaubert Pierre Geller             | L'Ordre et la Morale |                  |                       |

### Melhor direção de arte
| Diretor de arte          | Filme                                       | Título no Brasil                               | Título em Portugal                 |  |
| ------------------------ | ------------------------------------------- | ---------------------------------------------- | ---------------------------------- |  |
| Laurence Bennett         | The Artist                                  | O Artista                                      | O Artista                          |  |
| Alain Guffroy            | L'Apollonide (Souvenirs de la maison close) | L'Apollonide - Os Amores da Casa de Tolerância | Apollonide - Memórias de Um Bordel |  |
| Pierre-François Limbosch | Les Femmes du 6e étage                      | As Mulheres do 6º Andar                        | Os Encantos do 6º Andar            |  |
| Jean-Marc Tran Tan Ba    | L'Exercice de l'État                        |                                                |                                    |  |
| Wouter Zoon              | Le Havre                                    | O Porto                                        | Le Havre                           |  |

### Melhor guarda-roupa
| Figurinista       | Filme                                       | Título no Brasil                               | Título em Portugal                 |
| ----------------- | ------------------------------------------- | ---------------------------------------------- | ---------------------------------- |
| Anaïs Romand      | L'Apollonide (Souvenirs de la maison close) | L'Apollonide - Os Amores da Casa de Tolerância | Apollonide - Memórias de Um Bordel |
| Catherine Baba    | My Little Princess                          |                                                | Eu Não Sou a Tua Princesa          |
| Mark Bridges      | The Artist                                  | O Artista                                      | O Artista                          |
| Christian Gasc    | Les Femmes du 6e étage                      | As Mulheres do 6º Andar                        | Os Encantos do 6º Andar            |
| Viorica Petrovici | La Source des femmes                        | A Fonte das Mulheres                           | A Fonte do Prazer                  |

### Melhor fotografia
| Diretor de fotografia | Filme                                       | Título no Brasil                               | Título em Portugal                 |
| --------------------- | ------------------------------------------- | ---------------------------------------------- | ---------------------------------- |
| Guillaume Schiffman   | The Artist                                  | O Artista                                      | O Artista                          |
| Pierre Aïm            | Polisse                                     | Políssia                                       | Polissia                           |
| Josée Deshaies        | L'Apollonide (Souvenirs de la maison close) | L'Apollonide - Os Amores da Casa de Tolerância | Apollonide - Memórias de Um Bordel |
| Julien Hirsch         | L'Exercice de l'État                        |                                                |                                    |
| Mathieu Vadepied      | Intouchables                                | Intocáveis                                     | Amigos Improváveis                 |

### Melhor montagem
| Montador                             | Filme                  | Título no Brasil        | Título em Portugal   |
| ------------------------------------ | ---------------------- | ----------------------- | -------------------- |
| Laure Gardette Yann Dedet            | Polisse                | Políssia                | Polissia             |
| Anne-Sophie Bion Michel Hazanavicius | The Artist             | O Artista               | O Artista            |
| Laurence Briaud                      | L'Exercice de l'État   |                         |                      |
| Pauline Gaillard                     | La guerre est déclarée | A Guerra Está Declarada | Declaração de Guerra |
| Dorian Rigal-Ansous                  | Intouchables           | Intocáveis              | Amigos Improváveis   |

### Melhor som
| Eng.º de som                                         | Filme                                       | Título no Brasil                               | Título em Portugal                 |
| ---------------------------------------------------- | ------------------------------------------- | ---------------------------------------------- | ---------------------------------- |
| Olivier Hespel Julie Brenta Jean-Pierre Laforce      | L'Exercice de l'État                        |                                                |                                    |
| Pascal Armant Jean Goudier Jean-Paul Hurier          | Intouchables                                |                                                | Amigos Improváveis                 |
| Jean-Pierre Duret Nicolas Moreau Jean-Pierre Laforce | L'Apollonide (Souvenirs de la maison close) | L'Apollonide - Os Amores da Casa de Tolerância | Apollonide - Memórias de Um Bordel |
| Nicolas Provost Rym Debbarh-Mounir Emmanuel Croset   | Polisse                                     | Políssia                                       | Polissia                           |
| André Rigaut Sébastien Savine Laurent Gabiot         | La guerre est déclarée                      | A Guerra Está Declarada                        | Declaração de Guerra               |

### Melhor música
| Compositor                    | Filme                                       | Título no Brasil                               | Título em Portugal                 |
| ----------------------------- | ------------------------------------------- | ---------------------------------------------- | ---------------------------------- |
| Ludovic Bource                | The Artist                                  | O Artista                                      | O Artista                          |
| Alex Beaupain                 | Les Bien-Aimés                              | Bem Amadas                                     | Os Bem-Amados                      |
| Bertrand Bonello              | L'Apollonide (Souvenirs de la maison close) | L'Apollonide - Os Amores da Casa de Tolerância | Apollonide - Memórias de Um Bordel |
| Mathieu Chedid Patrice Renson | Un monstre à Paris                          |                                                | Um Monstro em Paris                |
| Philippe Schœller             | L'Exercice de l'État                        |                                                |                                    |

### Melhor primeiro filme
| Filme              | Título no Brasil | Título em Portugal        | Realizador/Diretor                 |
| ------------------ | ---------------- | ------------------------- | ---------------------------------- |
| Le Cochon de Gaza  |                  |                           | Sylvain Estibal                    |
| 17 filles          |                  |                           | Delphine Coulin Muriel Coulin      |
| Angèle et Tony     |                  | Angèle e Tony             | Alix Delaporte                     |
| La Délicatesse     |                  |                           | David Foenkinos Stéphane Foenkinos |
| My Little Princess |                  | Eu Não Sou a Tua Princesa | Eva Ionesco                        |

### Melhor filme de animação
| Filme                 | Título no Brasil | Título em Portugal  | Realizador/Diretor           |
| --------------------- | ---------------- | ------------------- | ---------------------------- |
| Le Chat du rabbin     |                  |                     | Antoine Delesvaux Joann Sfar |
| Le Cirque             |                  |                     | Nicolas Brault               |
| La Queue de la souris |                  |                     | Benjamin Renner              |
| Un monstre à Paris    |                  | Um Monstro em Paris | Bibo Bergeron                |
| Le Tableau            |                  |                     | Jean-François Laguionie      |

### Melhor documentário
| Documentário              | Título no Brasil | Título em Portugal | Realizador/Diretor               |
| ------------------------- | ---------------- | ------------------ | -------------------------------- |
| Tous au Larzac            |                  |                    | Christian Rouaud Clémence Latour |
| Le Bal des menteurs       |                  |                    | Daniel Leconte                   |
| Crazy Horse               |                  | Crazy Horse        | Frederick Wiseman                |
| Ici on noie les Algériens |                  |                    | Yasmina Adi                      |
| Michel Petrucciani        |                  |                    | Michael Radford                  |

### Melhor filme estrangeiro
| Filme                                         | Título no Brasil      | Título em Portugal             | País           | Diretor/Realizador                |
| --------------------------------------------- | --------------------- | ------------------------------ | -------------- | --------------------------------- |
| Jodaeiye Nader az Simin (جدایی نادر از سیمین) | A Separação           | Uma Separação                  | Irão           | Asghar Farhadi                    |
| Black Swan                                    | Cisne Negro           | Cisne Negro                    | Estados Unidos | Darren Aronofsky                  |
| The King's Speech                             | O Discurso do Rei     | O Discurso do Rei              | Reino Unido    | Tom Hooper                        |
| Drive                                         | Drive                 | Drive - Risco Duplo            | Estados Unidos | Nicolas Winding Refn              |
| Le Gamin au vélo                              | O Garoto de Bicicleta | O Miúdo da Bicicleta           | Bélgica        | Jean-Pierre Dardenne Luc Dardenne |
| Incendies                                     | Incêndios             | Incendies - A Mulher que Canta | Canadá         | Denis Villeneuve                  |
| Melancholia                                   | Melancolia            | Melancolia                     | Dinamarca      | Lars von Trier                    |

### Melhor curta-metragem
| Curta-metragem                    | Realizador/Diretor |
| --------------------------------- | ------------------ |
| L'Accordeur                       | Olivier Treiner    |
| La France qui se lêve tôt         | Hugo Chesnard      |
| J'aurais pu être une pute         | Baya Kasmi         |
| Je pourrais être votre grand-mère | Bernard Tanguy     |
| Un Monde sans femmes              | Guillaume Brac     |

### César Honorário
O César Honrário foi entregue por Michel Gondry a Kate Winslet, por toda a sua carreira.

### Prémio Daniel Toscan du Plantier
- Alain Attal por Polisse, um filme de Maïwenn

## Prémios e nomeações múltiplas

### Nomeações múltiplas
13: Polisse
11: L'Exercice de l'État
10: The Artist
9: Intouchables
8: L'Apollonide (Souvenirs de la maison close)
6: La guerre est déclarée
3: Le Havre, Angèle et Tony
2: Pater, Omar m'a tuer, La Conquête, Présumé coupable, Un monstre à Paris, Les Femmes du 6e étage, La Délicatesse, My Little Princess

### Prémios múltiplos
6 / 10: The Artist (Filme, Realizador, Atriz, Direção de Arte, Música, Fotografia)
3 / 11: L'Exercice de l'État (Argumento original, Ator Secundário, Som)
2 / 13: Polisse (Montagem, Atriz Revelação), Angèle et Tony (Atriz Revelação, Ator Revelação)